# 기시가와정
기시가와정(貴志川町)은 와카야마현 나가군에 설치되었던 정이다. 
2005년 11월 7일에, 고카와정, 우치타정, 모모야마정, 나가정과 합병해 기노카와시가 되었다.

## 지리
와카야마 현의 북부에 위치한다

## 역사
- 1955년 3월 31일 - 나카키시촌, 히가시키시촌, 니시키시촌 마루스촌이 합병해 성립하였다.
- 2005년 11월 7일 - 고카와정, 우치타정, 모모야마정, 나가정과 합병해 기노카와시가 성립하였다. 동일 기사가와정은 폐지되었다.

## 교통

### 철도
- 와카야마 전철
  - 기시가와선

### 국도
- 국도 제424호선